# Смольник (Снинський округ)
Смольник (словац. Smolník) — колишнє село в Словаччині, на території теперішнього Снинського округу Пряшівського краю зникле у 1986 році в результаті будови водосховища Старина у 1981-1988 роках.
Село було розташоване на північний схід від теперішнього водосховища в Буківських горах, в Руській улоговині (словац. Ruská kotlina) в долині річки Смольник біля кордону з Польщею. Рештки колишнього села знаходяться на території Національного парку Полонини. Кадастр села адмвністративно належить до кадастра села Стащин.
Із села залишився сільський цвинтар та військовий цвинтар з Першої світової війни.
На місці первісної церкви з 1898 року стоїть дерев'яна каплиця.

## Історія
Уперше згадується у 1568 році.